# Безволосник кучерявенький
Безволосник кучерявенький (Atrichum crispulum) — вид мохів порядку рунянкальних (Polytrichales).

## Поширення
Батьківщиною є Північна Америка, Азія.
Населяє ґрунт, гумус, переважно затінені місця; часто вологі береги вздовж струмків або іноді росте на околицях боліт; від низьких до високих висот.

## Характеристика
Рослини великі, від зеленого до темно-зеленого забарвлення, з віком стають від коричневого до червонувато-коричневого. Стебла до 6 см, іноді вкриті білуватими ризоїдами. Листки 5–9 × 0,8–1,6 мм. Коробочка 4–7 × 0,5–1 мм, зазвичай дещо зігнута і нахилена, рідко пряма. Спори 12–19 мкм.